# Vánočka
El vánočka és un pa trenat típic de la República Txeca i Eslovàquia (en eslovac anomenat vianočka) consumit tradicionalment a l'època de Nadal. Està fet amb farina blanca, ja sigui en forma de falca o de trena, i va ser esmentat per primera vegada cap a l'any 1400 pel monjo benedictí Jan de Holešov a la seva obra Tractat de la vigília de Nadal. Segons la seva interpretació, aquest pa simbolitza el Nen Crist embolicat amb tela.
Fins al segle XVIII, només els flequers gremials podien fer vánočka. La recepta és semblant a la del brioix, ja que calen ous i mantega. També s'hi afegeixen pela de llimona i, opcionalment panses o ametlles. Acte seguit es trena com un halah.
Té fama de ser difícil de preparar, de manera que en moltes llars s'adjunten supersticions i costums especials al procés de cocció. A l'hora de fer vánočka, es diu que cal pensar en totes les persones estimades. Un altre costum és evitar tocar el vánočka amb metall. Finalment, la persona que l'està fent vánočka ha de saltar amunt i avall mentre la massa puja.
El pa rep el nom de Vánoce, que significa Nadal en txec (Vianoce en eslovac). Amb una massa idèntica, per Setmana Santa es fa un pa anomenat mazanec.